# Froidvau
 (août 2025).
Si vous disposez d'ouvrages ou d'articles de référence ou si vous connaissez des sites web de qualité traitant du thème abordé ici, merci de compléter l'article en donnant les références utiles à sa vérifiabilité et en les liant à la section « Notes et références ».
Froidvau (ou Froidveau, Froide Veau) est un hameau de la ville de Dinant, en province de Namur (Belgique), situé sur le cours d'eau éponyme,. Le hameau s’étire en longueur le long de la route nationale 94 qui, un peu au sud du Rocher Bayard (et au nord d'Anseremme) quitte la Meuse pour monter vers Celles.  
De 90 mètres (altitude de la Meuse) la route monte à 125 mètres, à l’extrémité orientale du hameau. Toutes les habitations, le long de cette rue unique de quelque 500 mètres, se trouvent sur son côté septentrional. Le seul bâtiment de son versant  méridional est la chapelle Notre-Dame de Grâce qui se trouve à mi-chemin entre les deux extrémités du hameau. Le bois de Froide Veau se trouve au sud et à l'est du hameau.